# Kunstgewerbeschule Stettin
Szkoła Rzemiosł Artystycznych w Szczecinie (niem. Kunstgewerbeschule Stettin) – szkoła założona w 1923 roku pod nazwą Werkschule für gestalltende Arbeit. Stanowiła jeden z ważniejszych niemieckich ośrodków kształcenia w zakresie sztuki użytkowej. Okres świetności przeżywała w latach 1930–1933 w zaprojektowanym przez Karla Weishaupta i Gregora Rosenbauera nowym budynku przy Grünhofer Marktplatz 3, dzisiejszym Placu Kilińskiego 3. Modernistyczny gmach uznawany był wówczas za jeden z najnowocześniejszych w Niemczech. W placówce kształcono w zakresie rysunku, malarstwa, rzeźby, ceramiki, architektury wnętrz, grafiki użytkowej i reklamowej, tkaniny i mody. 
Do absolwentów szkoły należał m.in. Bernhard Heiliger.